# Haus Neuenhoven

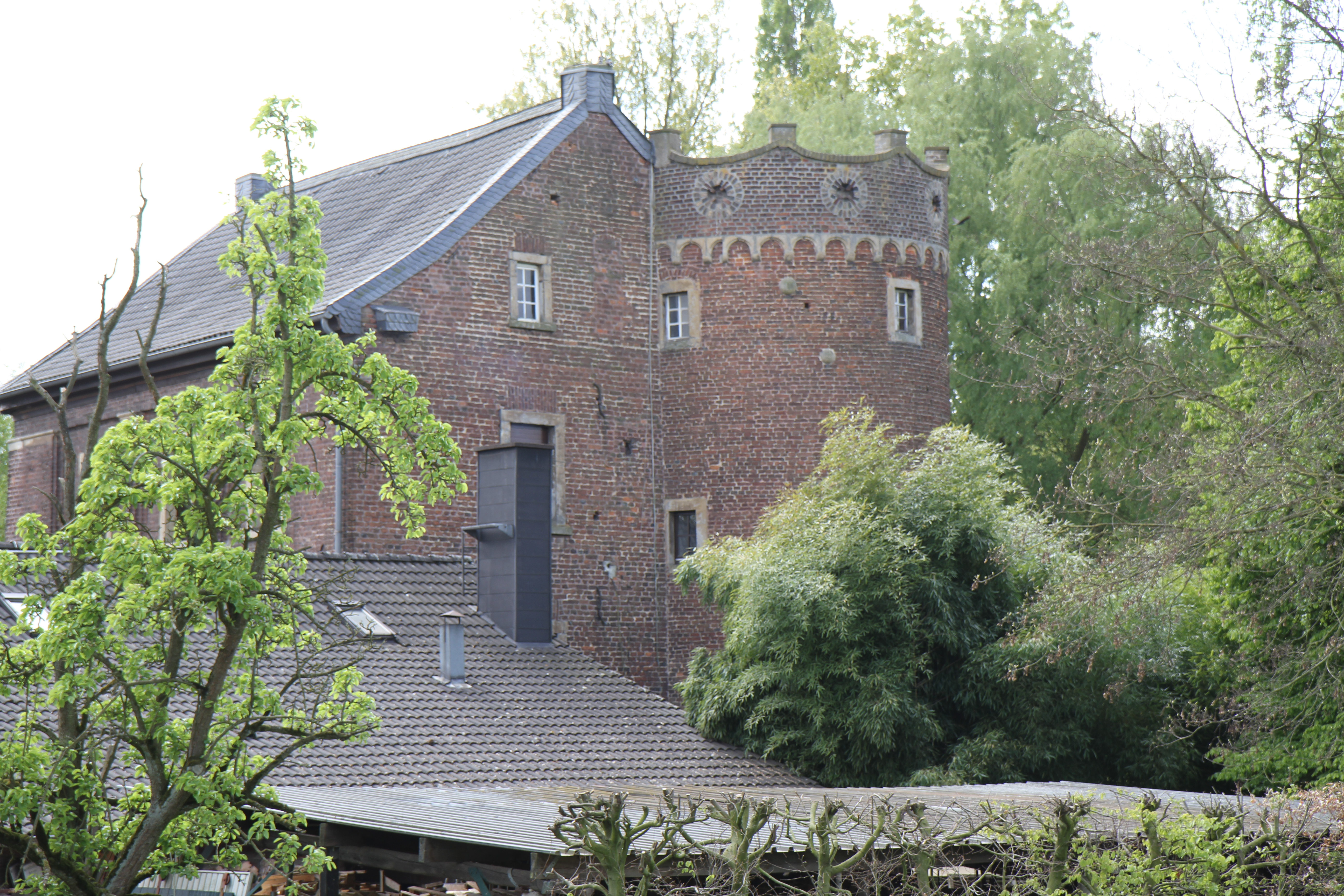
Haus Neuenhoven

Haus Neuenhoven ist ein Wasserschloss im Ortsteil Neuenhoven Stadt Jüchen im Rhein-Kreis Neuss in Nordrhein-Westfalen.

## Geschichte
Das ehemalige Rittergut befindet sich am Rande der Niederung des Kommerbachs und ist über die Familie von Eseln bereits im 14. Jahrhundert urkundlich erwähnt. Im 16. Jahrhundert starb die Linie von Eseln auf Haus Neuenhoven aus und die von Hundt’s übernahmen den Besitz. In der Zeit der Familie von Hundt wurde das Haus ein Teil der reformatorischen Bewegung der Region. Nachdem es im 17. Jahrhundert zeitweise im Besitz der Familien von Bonnen und von Wedding war, erwarb Mitte des 19. Jahrhunderts die Familie Essers Haus Neuenhoven, in deren Besitz es sich noch heute befindet.
Haus Neuenhoven war bis zur Besetzung französischer Truppen am Niederrhein 1794 geldrisches Lehen und lag an der Grenze zur Reichsherrschaft Dyck. Unter den Herren von Hundt war Haus Neuenhoven ab der zweiten Hälfte des 16. Jahrhunderts Zentrum des calvinistisch geprägten Neuenhovener Quartiers – ein erster kirchlicher Gemeindeverband, der sich aus reformierten Familien aus den umliegenden Dörfern zusammensetzte. Die reformierten Lehnsherren von Hundt waren im Besitz einer Kapelle, die sie dem Neuenhover Quartier zur Verfügung stellten.
Thomas Merkelbach (ca. 1537 – 1587) Hofprediger, Reformator und Leiter der Wirtschafts- und Finanzadministration der Reichsgrafschaft Dyck war einer der führenden Prediger und Unterstützer des Neuenhover Quartier.

## Architektur
Haus Neuenhoven besteht aus einem dreiachsigen Herrenhaus aus dem 18. Jahrhundert mit angeschlossenem Wohnturm aus dem 15./16. Jahrhundert. Die mit dem Herrenhaus verbundene Hofanlage besteht aus Gebäudeteilen des 18. und 19. Jahrhunderts.